# PlayStation Mobile

Il logo PlayStation Certified

PlayStation Mobile è stato un servizio di Sony che permetteva il download di giochi e applicazioni certificate Sony direttamente da un terminale PlayStation certificato.

## Disponibilità
La piattaforma fu disponibile ufficialmente dal 3 ottobre 2012. Sony ha chiuso dell'applicazione nel 2015: dal 15 luglio non è più possibile effettuare l'accesso allo store e dal 10 settembre le applicazioni PlayStation Mobile hanno smesso di funzionare. L'app fu disponibile in 11 paesi: Italia, Giappone, Stati Uniti, Canada, Regno Unito, Francia, Germania, Spagna, Australia, Hong Kong e in Taiwan.
I giochi presenti al lancio furono 21, tra cui: Super Crate Box, Twist Pilot, Rebel, Fuel, Cubix, UnderLine, WordBlocked e Everybody's Arcade.
I prezzi dei giochi variavano dai 0,50€ a 7,50€.
La disponibilità dei giochi era con aggiornamenti periodici ogni mercoledì.
I dispositivi compatibili con la piattaforma furono: Xperia PLAY, Xperia arc, Xperia S, Xperia SL, Xperia SX, Xperia T, Xperia TX, Xperia V, Xperia ion, Xperia Acro, Xperia Acro S, Xperia Acro HD, Sony Tablet S, Sony Tablet P, Xperia Tablet S, HTC One X, HTC One X Plus, HTC One S, HTC One V e PlayStation Vita.